# Königspfalz Quierzy

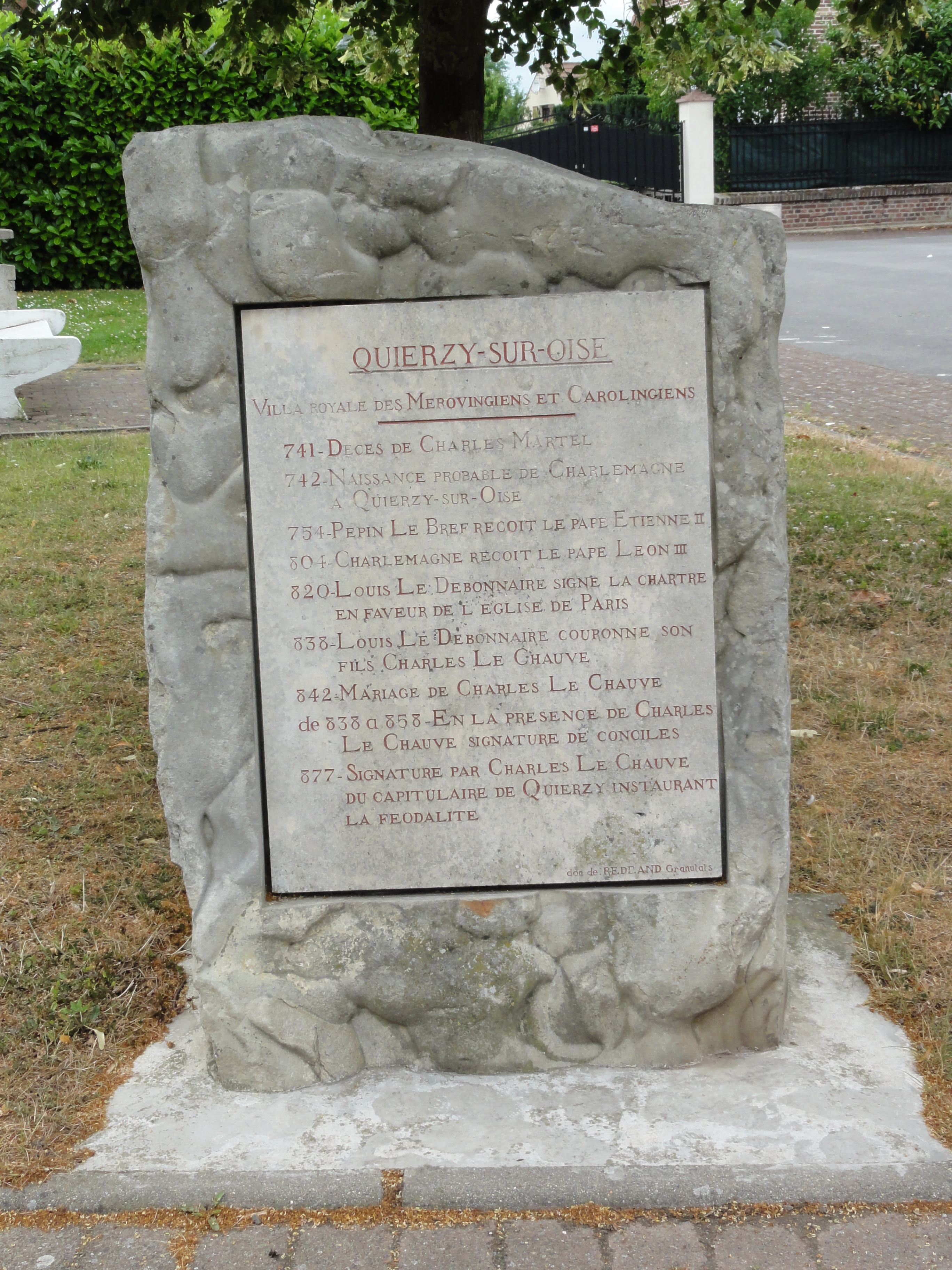
Gedenkstele für die Pfalz der Merowinger und Karolinger in Quierzy

Die Königspfalz Quierzy in Quierzy im heutigen französischen Département Aisne war im 8. und 9. Jahrhundert eine der wichtigen Residenzen der karolingischen Kaiser und Könige, bevor sie vermutlich Ende des 9. Jahrhunderts von den Normannen zerstört wurde.
Bei Ausgrabungen, die während des Ersten Weltkriegs vorgenommen wurden, legte man auf einem Acker östlich der Gemeinde Quierzy Spuren einer mittelalterlichen Burganlage frei. Sie wurden von den Ausgräbern als Reste der Königspfalz gedeutet. Dies ist in der Forschung umstritten, weitere Grabungen zur Klärung dieser These wurden jedoch bisher nicht begonnen.

## Geschichte
Nach dem Gallischen Krieg wurden in der Gegend Laeten angesiedelt, unter anderem auf dem Gutshof eines Charisius. 236 wird der Ort erstmals als Charisilittae (Laeten des Charisius) erwähnt.
Quierzy wird im Jahr 605 als „Cariciacum“ erwähnt, als Protadius, Hausmeier des Königs Theuderich II. aus dem Haus der Merowinger und Favorit der Königinwitwe Brunichild, hier im Feldlager von Angehörigen des Heeres getötet wurde. Hundert Jahre später gehört es zum Besitz der Karolinger. In der hier stehenden villa starb Karl Martell am 22. Oktober 741. Kurz zuvor hatte Martell Quierzy in einer Urkunde den Rang einer Königspfalz zugebilligt.

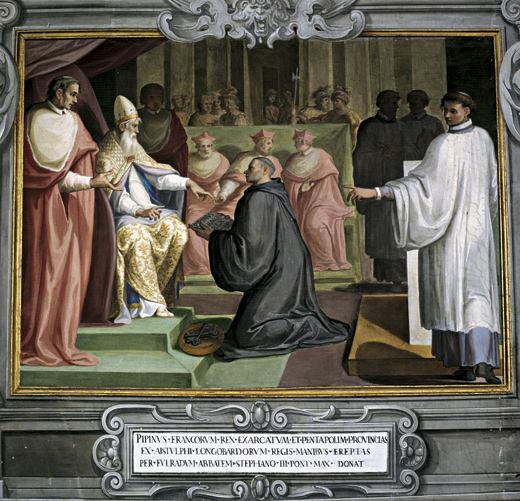
Papst Stephan II. nimmt 756 von Abt Fulrad von Saint-Denis die Schenkungsurkunde Pippins entgegen.

Im Jahr 754 feierten Pippin der Jüngere und Papst Stephan II., der sich auf der Suche nach Unterstützung gegen die Langobarden befand, hier das Osterfest. Die bei diesem Aufenthalt getroffenen Vereinbarungen führten zu Pippins Langobardenfeldzügen, 756 zur Gründung des Kirchenstaates (Pippinsche Schenkung) sowie im Gegenzug zur Salbung von Pippin und seinen Söhnen durch den Papst und damit zur offiziellen Anerkennung der Karolinger als neuer Herrscherfamilie durch die Kirche. Auf der in dieser Zeit im benachbarten Brétigny stattfindenden Synode von Quierzy (in Quierzy gab es dafür offenbar keine geeigneten Räume) wurde beschlossen, im Frankenreich die römische Liturgie und den gregorianischen Gesang zu übernehmen. Auch die Zahl der späteren Aufenthalte Pippins und die Anlässe dafür lassen den Schluss zu, dass Quierzy für ihn die Hauptresidenz war. Manche Forscher gehen daher so weit, hier den Geburtsort Karls des Großen zu vermuten.
Nach Pippins Tod 768 gehörte Quierzy zum Herrschaftsbereich seines Sohnes Karlmann. Karl der Große kam als König erst nach dessen Tod hierher, also ab 771, verbrachte dort Weihnachten 774 und die erste Hälfte des Jahres 775 ohne Unterbrechung: In dieser Zeit wurde auf einem Reichstag beschlossen, gegen die Sachsen in den Krieg zu ziehen. Nach dem Aufenthalt im Winter 781/782 sank die Bedeutung Quierzys für Karl, der sich nun vor allem in Frankfurt, Regensburg, Worms und vor allem Aachen aufhielt. Erst wieder anlässlich der Reise eines anderen Papstes, Leo III., Ende 804 in das Kerngebiet des Frankenreichs, feierte Quierzy ein Weihnachtsfest mit dem Herrscher.
Die erste Hälfte des 9. Jahrhunderts sah die Kaiser und Könige nur noch sporadisch in dieser Pfalz. Ludwig der Fromme hielt hier 820 eine Reichsversammlung ab. 827 hielt er sich zur Jagd in Quierzy auf, 833 kam er nach seiner (vorübergehenden) Absetzung im Jahr 833 wieder hierher. 838 ließ er hier Karl den Kahlen zum König von Neustrien krönen. Dieser verschaffte Quierzy – neben zahlreichen Aufenthalten, weltlichen und kirchlichen Versammlungen (siehe z. B. Gottschalk von Orbais) – noch zwei größere Auftritte, 842, als er hier seine Ehe mit Irmentrud schloss, und 877, als er anlässlich seines bevorstehenden Italienfeldzugs, von dem er nicht zurückkehren sollte, das Kapitular von Quierzy erließ, das oft als Beginn des Erblichkeit von Lehen und damit des Feudalismus angesehen wird.
Im Jahr 886 macht Karl der Dicke nach seiner Ernennung zum westfränkischen König in Quierzy Station. Er war damit der letzte Karolinger, der sich in der Pfalz aufhielt. Vermutlich 890/891 wurde sie von Normannen zerstört, die sich in der Region niedergelassen und das nahe gelegene Noyon belagert hatten. Das Land blieb aber im Besitz des Königs, Heinrich I. stellte in Quierzy 1053 noch einmal eine Urkunde aus, erst Philipp I. gab Quierzy 1068 an den Bischof von Noyon ab. Details des ermittelten Grundrisses lassen darauf schließen, dass die Bischöfe die Pfalz noch bis ins 15. Jahrhundert nutzten, bevor am Ufer der Oise das Château de Quierzy angelegt wurde, von dem heute auch nur noch der Rest eines Turmes steht.

## Die Ausgrabungen
Der junge Tübinger Kunsthistoriker Georg Weise (1888–1978) nutzte den Ersten Weltkrieg und den Frontverlauf, durch den Quierzy im von der deutschen Armee besetzten Teil Frankreichs lag, für Ausgrabungen erst in Quierzy und wenig später in Samoussy. Im August 1916 begann er seine Untersuchung eines flachen Hügels östlich der Gemeinde an der Straße nach Manicamp, konnte allerdings nur unter Zeitdruck und oberflächlich arbeiten, da ihm der Kriegsverlauf jederzeit das Ende der Arbeiten bringen konnte. Als die deutsche Armee Anfang 1917 zur Frontbegradigung die Räumung der Region anging und damit Quierzy den Franzosen überließ, brach Weise die Grabungen ab. Der Grabungsbericht, den er 1923 veröffentlichte, wurde vor allem in Frankreich wegen mangelnder Gründlichkeit heftig kritisiert; Weise, der zwei Jahre zuvor eine Professur an der Universität Tübingen erhalten hatte, hielt den Kritikern entgegen, „dass sich in Frankreich auch für die Erforschung der merowingischen und karolingischen Pfalzen bisher kein Interesse gezeigt hat“ und es fast nirgends zu Grabungen gekommen sei. Daran hat sich bis heute auch nichts geändert.
Weise wurde auf dem Hügel sehr schnell fündig, fand den Boden mit Bauschutt durchzogen und dann 1,60 Meter unter der Oberfläche ein Fundament von 3,50 Metern Breite und 1,20 Metern Höhe, musste jedoch bald feststellen, dass hier die einzigen Reste vorhanden waren. Alles andere war bereits in der Vergangenheit, bis ins 19. Jahrhundert hinein, abgetragen und bis auf den anstehenden Boden hinunter wiederverwendet worden. Da die dabei entstandenen Gräben jedoch mit Bauschutt wieder aufgefüllt worden waren, konnte Weise wenigstens die Kontur der Anlage „als im Erdreich sich scharf abhebende Spur“ und damit den Grundriss feststellen. Weise deutete den Fund als Reste der karolingischen Königspfalz, eine Zuschreibung, die im Folgenden der Einfachheit halber übernommen wird.

## Die Königspfalz des Georg Weise
Die Pfalz nahm eine sich von Westen nach Osten erstreckende ovale Grundfläche von 120 mal 80 Metern ein und war von einem Mauerring umgeben, dessen einziger Durchbruch im Südwesten lag, wo Weise die originalen Reste mit einer Stärke von 3,50 Metern entdeckte. Innerhalb des Ovals befanden sich
- im Osten ein rechteckiges stark gegliedertes Gebäude, 30 mal 40 Meter groß und mit einer Art Patio, das als Wohnhaus angesehen wird,
- im Norden ein Gebäude, in dem Weise die Königshalle sah, ein etwa 50 Meter langer, an drei Seiten ebenfalls ovaler und nur an der Außenseite gerader Bau, der vom Fluss, der Oise, aus gesehen eine etwa 40 Meter lange Fassade präsentierte, der sich die etwa gleich lange Nordseite des Wohnhauses anschloss, und
- im Süden ein Innenhof mit Nebengebäuden im Anschluss an das sechs Meter breite Tor, das von zwei Türmen flankiert wurde.

Räume mit sakralem Charakter wurden nicht gefunden, waren auch in größerem Umfang nicht zu erwarten, da die größeren religiösen und kirchlichen Veranstaltungen offenbar in Brétigny stattfanden.